# Џон Роган
Џон Вилијам „Буд“ Роган (16. фебруар 1868 − 12. септембар 1905) је један од 17 познатих људи у историји који су прешли висину од 2,44 метра. Он је друга највиша особа у историји. Био је висок 2,68 метара, а од њега је био виши само Роберт Водлоу.
Рођен је у Округу Самнер. Он је био 4 дете Вилијама Рогана који је имао 12 деце. Име његове мајке није познато. Он је почео да расте јако брзо. Могао је ходати само са штакамапа a од 1882. је остао непокретан. До 1899. био је висок 2,59 метара. Иако није могао да ради он је продавао разгледнице и портрете. Имао је јако дубок глас.